# Loretta Sanchez
Loretta Lorna Sanchez (ur. 7 stycznia 1960 w Lynwood) – amerykańska polityczka, członkini Partii Demokratycznej.

## Działalność polityczna
W okresie od 3 stycznia 1997 do 3 stycznia 2003 przez trzy kadencje była przedstawicielką 46. okręgu, od 3 stycznia 2003 do 3 stycznia 2013 przez pięć kadencji przedstawicielką 47. okręgu, a od 3 stycznia 2013 do 3 stycznia 2017 przez dwie kadencje ponownie przedstawicielką 46. okręgu wyborczego w stanie Kalifornia w Izbie Reprezentantów Stanów Zjednoczonych.
Jej siostrą jest Linda Sánchez.